# Parque nacional de Ascalón
Parque nacional Ashkelon (en hebreo: גן לאומי אשקלון) es un parque nacional de Israel ubicado a lo largo de la costa del mar Mediterráneo al suroeste de la ciudad de Ashkelon.
El parque nacional está situado en el corazón de la antigua Ashkelon. Está rodeado por una muralla construida a mediados del siglo XII por el califato fatimí. La pared era originalmente de 2200 metros de longitud, 50 metros de ancho y 15 metros de altura. Los restos de la muralla se encuentran en las partes orientales y meridionales del parque nacional.
El sitio contiene restos arqueológicos de las diferentes civilizaciones que vivieron en la zona, incluyendo cananeos, filisteos, persas, fenicios, griegos, romanos, bizantinos, musulmanes y cruzados. Los restos romanos incluyen columnas de mármol y granito y capiteles, una basílica romana y estatuas romanas.